# Samuel Hadida
Samuel Hadida, född 17 december 1953 i Casablanca i Marocko, död 26 november 2018 i Santa Monica i Kalifornien, var en amerikansk filmproducent. Han var huvudproducent för över 30 Hollywoodfilmer och var dessutom bland annat co-producent för filmen The Adventures of Pinocchio (1996) och verkställande producent för filmerna The Rules of Attraction (2002) och Resident Evil: Apocalypse (2004).
1978 skapade Samuel Hadida, tillsammans med brodern Victor, Metropolitan Filmexport. Detta distributionsbolag har blivit mycket framgångsrikt i fransktalande länder. 1990 skapade Samuel Hadida ett nytt distributionsbolag, Davis Films. Metropolitan Filmexport är det nuvarande distributionsbolaget för Lionsgate till franska, och var även under en tid även distributionsbolag för filmer från New Line Cinema.

## Filmografi som producent (urval)
- 1993 – Only the Strong
- 1993 – True Romance
- 1994 – Killing Zoe
- 1995 – Crying Freeman
- 2001 – Vargarnas pakt
- 2002 – Resident Evil
- 2002 – Spider
- 2004 – Fem barn och ett sandtroll
- 2005 – Domino
- 2007 – Resident Evil: Extinction
- 2008 – Månprinsessan
- 2009 – The Imaginarium of Doctor Parnassus
- 2009 – Solomon Kane
- 2010 – Resident Evil: Afterlife
- 2012 – Resident Evil: Retribution
- 2012 – Silent Hill: Revelation 3D